# Cantó de Les Avirons
El cantó de Les Avirons és un cantó de l'illa de la Reunió, regió d'ultramar francesa de l'oceà Índic. Correspon a la comuna de Les Avirons.

## Història
| Data d'elecció | Identitat        | Partit |
| -------------- | ---------------- | ------ |
| 2004 -         | Michel Dennemont |        |